# Lycaenopsis strophis
Lycaenopsis strophis är en fjärilsart som beskrevs av Druce 1895. Lycaenopsis strophis ingår i släktet Lycaenopsis och familjen juvelvingar. Inga underarter finns listade i Catalogue of Life.